# Viaggiari
Viaggiari è un EP del gruppo musicale Agricantus, pubblicato in Italia nel 1995.

## Descrizione
Seconda esperienza discografica nella quale il gruppo abbandona la musica puramente etnica del disco precedente per seguire un percorso musicale contaminato da strumenti elettronici con a strumenti etnici (etnotrance).

## Tracce
1. Temp sainza temp – 3:23 (Linard Bardill (testo), Agricantus (musica))
2. Viaggi – 4:36 (Agricantus)
3. Anninnia – 3:40 (Agricantus)
4. Li vuci di l'omini – 4:34 (Ignazio Buttitta (testo), Agricantus (musica))

## Formazione
- Tonj Acquaviva - percussioni, tamburi a cornice, programmazione e campionamenti, drums, darbouka, voce
- Mario Rivera - basso elettrico, voce
- Antonio Corrado - chitarra elettrica, guitar synthesizer
- Mario Crispi - launeddas, friscalettu, siscari. ney persiano, seljefløyte, flauti, zummara, marranzanu, voce
- Giuseppe Panzeca - mandolino acustica, madolino elettrico, voce
- Rosie Wiederkher - voce, chitarra